# Lycoperdon
Lycoperdon é um género de fungos vulgarmente chamados bufas-de-lobo. Em geral, contém as espécies de menor tamanho dentre as bufas-de-lobo. Na maioria das vezes desenvolvem-se em madeira morta e se crescem no solo geralmente tal significa que existe madeira enterrada. Era até há algum tempo classificado na agora obsoleta ordem Lycoperdales, como género tipo. Após uma restruturação da taxonomia dos fungos iniciada com a utilização da filogenia molecular, Lycoperdales foi dividida. Lycoperdon é agora classificado na família Agaricaceae na ordem Agaricales.

## Espécies
- Lycoperdon perlatum   (Sin. Lycoperdon gemmatum)
- Lycoperdon pyriforme Schaeff. ex Pers. (agora Morganella pyriformis)
- Lycoperdon echinatum  Pers.
- Lycoperdon mammiforme Pers. 1801
- Lycoperdon norvegicum Demoulin 1971
- Lycoperdon caudatum   (Sin. Lycoperdon pedicellatum) J.Schröt.
- Lycoperdon nigrescens (Sin. Lycoperdon foetidum) Bonord
- Lycoperdon marginatum (Sin. Lycoperdon candidum) Vittadini
- Lycoperdon umbrinum
- Lycoperdon molle
- Lycoperdon lambinonii Demoulin 1972
- Lycoperdon lividum    (Sin. Lycoperdon spadiceum) Pers. 1809
- Lycoperdon ericaceum  (Sin. Lycoperdon muscorum)
- Lycoperdon ericaceum, var. subareolatum